# Injeção eletrónica
Funcionamento da injeção eletrônica.
A injeção eletrónica (português europeu) ou injeção eletrônica (português brasileiro) é um sistema de alimentação de combustível e gerenciamento eletrônico do motor de um veículo automotor - motor a combustão. Sua utilização em larga escala se deve à necessidade de as indústrias de automóveis reduzirem o índice de emissão de gases poluentes. Esse sistema permite um controle mais eficaz da mistura admitida pelo motor, mantendo-a mais próxima da mistura estequiométrica (mistura ar / combustível). Isso se traduz em maior economia de combustível, já que o motor trabalha sempre com a mistura adequada, e também melhora o desempenho do motor, basta lembrar a injeção eletrônica depende a existência de um motor que possui circuito eletrônico de controle automotivo, visto que é um sistema automatizado.
Tal economia e melhora do desempenho pode ser compreendida facilmente. A injeção eletrônica substituiu o carburador e trouxe maior fidedignidade, permitindo que o ar a ser misturado com o combustível seja melhor dosado, evitando afogamentos e também que a quantidade de combustível seja suficiente porém sem causar desperdícios para o motorista. Em outras palavras, a injeção eletrônica consegue adaptar a mistura de ar e combustível adequada para cada etapa ou ciclo de rotação do motor.
O sistema faz a leitura de diversos sensores espalhados em pontos estratégicos do motor, examina as informações e manda sinais para o módulo de controle (ECM), que envia comandos para diversos atuadores espalhados em pontos estratégicos do motor. Esse procedimento é efetuado várias vezes por minuto com base nos movimentos da cambota. Em média, cada verificação de sensores leva em torno de dois segundos.

## Tipos de injeção

Motor de quatro ciclos com válvula de admissão à direita. A injeção indireta ocorre antes da válvula, em um duto coletor. Já a injeção direta (não mostrada) ocorre diretamente na câmara de combustão, a válvula admitindo apenas ar.

Em motores de combustação interna existem dois tipos de injeção de combustível: direta, e indireta, sendo essa dividida ainda em monoponto e multiponto.
Quando a injeção é feita diretamente na câmara de combustão, é chamada de injeção direta. Como permite maior controle da mistura ar-combustível, é mais eficiente que a indireta. Ela pode ocorrer no tempo de admissão ou de forma estratificada durante a contração (do cilindro).
Quando a injeção ocorre antes da câmara, em um duto de admissão, é chamada de injeção indireta. Se há apenas um injetor para todos cilindros, é chamada de monoponto. Quando há injetores separados para cada cilindro, é chamada de multiponto.

## Componentes
Esse sistema possui vários componentes. O principal é a Central, onde ficam gravadas as informações do veículo e os seus parâmetros de fábrica, ela também realiza os cálculos programados para gerenciar o motor (alimentação e ignição). Os outros componentes podem ser divididos em dois gruposː Sensores e Atuadores.

### Sensores
São componentes que captam informações para a central, transformando movimentos, pressões, e outros, em sinais elétricos para que a central possa analisar e decidir qual estratégia seguir.

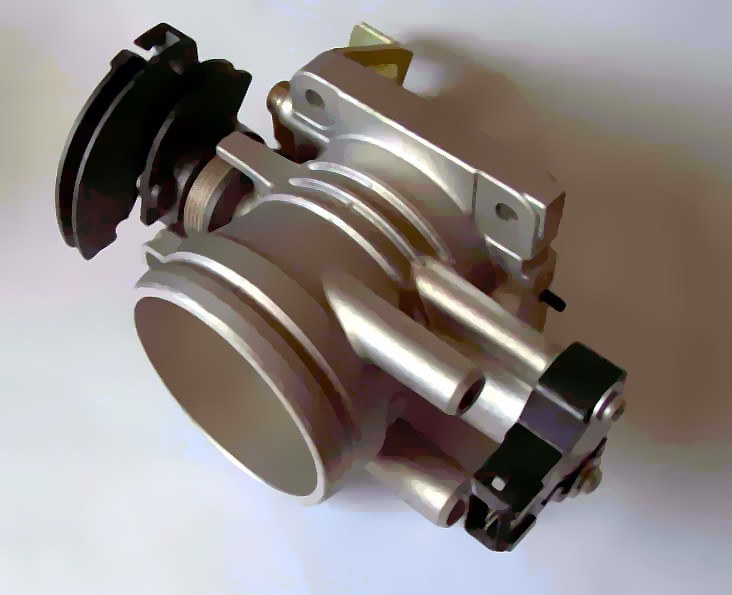
Corpo de borboletaː o sensor de posição da borboleta é montado no eixo da mesma.

- Sensor de posição da borboleta de aceleração - Este sensor informa à central a posição instantânea da borboleta. Ele é montado junto ao eixo da mesma, e permite à central identificar a potência que o condutor esta requerendo do motor, entre outras estratégias de funcionamento.
- Sensor temperatura no líquido do sistema de arrefecimento - Informa à central a temperatura do líquido de arrefecimento, o que é muito importante, pois identifica a temperatura do motor. Enviando um sinal a unidade de comando. que por sua vez altera o tempo de injeção, avanço de ignição, entrada de ar no coletor e até uma dose extra de combustível pelo injetor de partida à frio.
- Sensor temperatura ar - Este informa, à central, a temperatura do ar que entra no motor. Junto com o sensor de pressão, a central consegue calcular a massa de ar admitida pelo motor e, assim, determinar a quantidade de combustível adequada para uma combustão completa.
- Sensor pressão do coletor - Responsável por informar a diferença de pressão do ar dentro do coletor de admissão, entre a borboleta e o motor, e o ar atmosférico.
- Sensor rotação - Informa a central a rotação do motor e na maioria dos sistemas a posição dos êmbolos, para a central realizar o sincronismo da injeção e ignição. Na maioria dos projetos, ele é montado acima de uma roda magnética dentada fixada no virabrequim, mas pode ser encontrado em outros eixos também.
- Sensor detonação - Permite, à central, detectar batidas de pino no interior do motor. Este sensor é fundamental para a vida do motor, já que os motores modernos trabalham em condições críticas. A central diminui o ângulo de avanço de ignição a fim de eliminar o evento denominado como "pré-detonação", tornando a avançá-lo posteriormente (corta potência) para prevenir uma quebra.
- Sonda lambda ou Sensor Oxigênio - Este sensor fica localizado no escapamento do automóvel, ele informa a central a presença de oxigênio nos gases de escape, podendo designar-se por sensor O2 é responsável pelo equilíbrio da injecção, pois ele tem a função de enviar a informação de qual é o estado dos gases á saída do motor (pobres/ricos) e é em função desta informação que a unidade do motor controla o pulso da injecção. Nos automóveis que podem rodar com mais de um combustível ou com uma mistura entre eles (denominados Flexfuel ou Bicombustível, gasolina / álcool no Brasil ), a central consegue identificar o combustível utilizado, ou a mistura entre eles, através do sinal deste sensor.
- Sensor velocidade - Informa a velocidade do automóvel, essencial para várias estratégias da central.

### Atuadores
Os atuadores são componentes responsáveis pela atuação física, mudando a dinâmica do sistema.

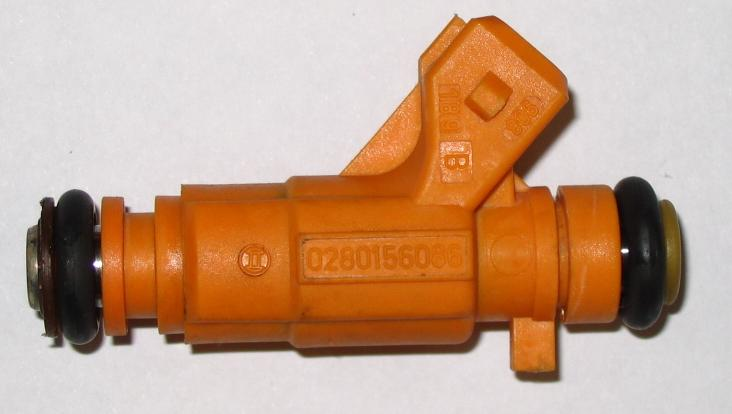
Injetor de combustível do tipo multiponto indireto.

- Injetores - Responsáveis pela injeção de combustível no motor, a central controla a quantidade de combustível através do tempo que mantêm o injetor aberto ( tempo de injeção). Esses podem ser classificados por seu sistema de funcionamento: monoponto (com apenas um injetor para todos os cilindros) e multiponto (com um injetor por cilindro). Sendo que esses injetam combustível de forma indireta, antes das válvulas de admissão, existe também a injeção direta, que os injetores de combustível injetam dentro da câmara de combustão.
- Bobinas - Componente que fornece a faísca (centelha) para o motor. Os sistemas antigos (ignição convencional) utilizam uma bobina e um distribuidor para distribuir a faísca a todos os cilindros, já os sistemas modernos (ignição estática) utilizam uma bobina ligada diretamente a dois cilindros ou até uma bobina por cilindro. A central é responsável pelo avanço e sincronismo das faíscas.

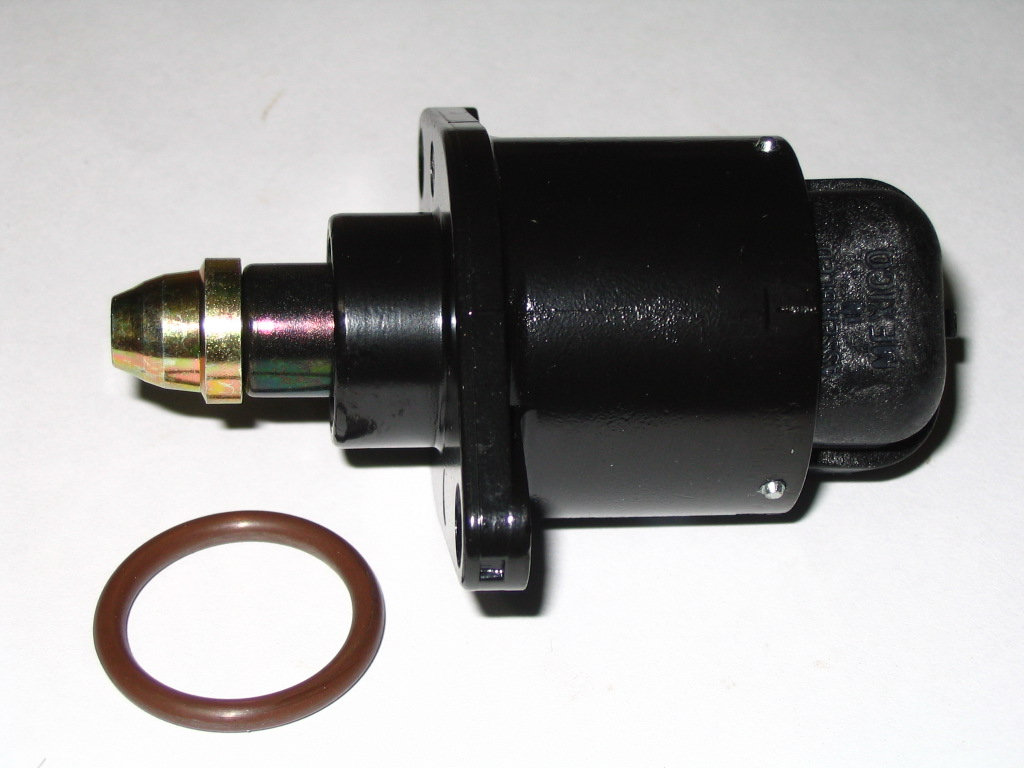
Motor de passo, através do movimento da ponta cônica ele permite mais ou menos passagem de ar.

- Motor corretor marcha lenta ou motor de passo - Utilizado para permitir uma entrada de ar suficiente para que o motor mantenha a marcha lenta, indiferente as exigências do ar-condicionado, alternador e outros que possam afetar sua estabilidade. Normalmente, o atuador é instalado em um desvio (by pass) da borboleta, podendo controlar o fluxo de ar enquanto ela se encontra em repouso.
- Bomba de combustível - Responsável por fornecer o combustível sob pressão aos injetores. Na maioria dos sistemas é instalada dentro do reservatório (tanque) do automóvel, ela bombeia o combustível de forma constante e pressurizada, passando pelo filtro de combustível até chegar aos injetores.
- Válvula purga canister - Permite a circulação dos gases gerados no reservatório de combustível para o motor. Normalmente é acionada com motor em alta exigência.
- Eletroventilador de arrefecimento - Posicionado atrás do radiador, ele é acionado quando o motor encontra-se em uma temperatura alta, gerando passagem de ar pelo radiador mesmo quando o automóvel estiver parado. Nos sistemas modernos ele é desativado se o automóvel estiver acima de 90 km/H.
- Luz avaria do sistema - Permite, à central, avisar, ao condutor do automóvel, que existe uma avaria no sistema da injeção eletrônica. Ela armazena um código de falha referente ao componente e aciona a estratégia de funcionamento para o respectivo componente permitindo que o veículo seja conduzido até um local seguro ou uma oficina.

### Módulo de Controle
O módulo de controle do motor (Engine Control Module ou ECM) é o circuito eletrônico que controla a mistura de combustível, ponto de ignição, tempo de câmara de combustão variável e controle de emissões. Ele monitora constantemente o desempenho das emissões através da sua OBD (Onboard Diagnosis – Diagnóstico a Bordo) de programação e supervisiona o funcionamento da bomba de combustível, ventilador de arrefecimento do motor e sistema de carregamento. Ele também interage com o controlador de transmissão, ABS/tração/sistema de controle de estabilidade, o módulo de controle do corpo, o módulo de controle de temperatura e sistema anti-roubo. Os componentes eletrônicos dentro de um módulos de controle do motor são bastante robustos, mas às vezes podem apresentar falhas e curtos circuitos, que podem sobrecarregar e danificar o módulo, sendo necessário sua substituição.

## Manutenção

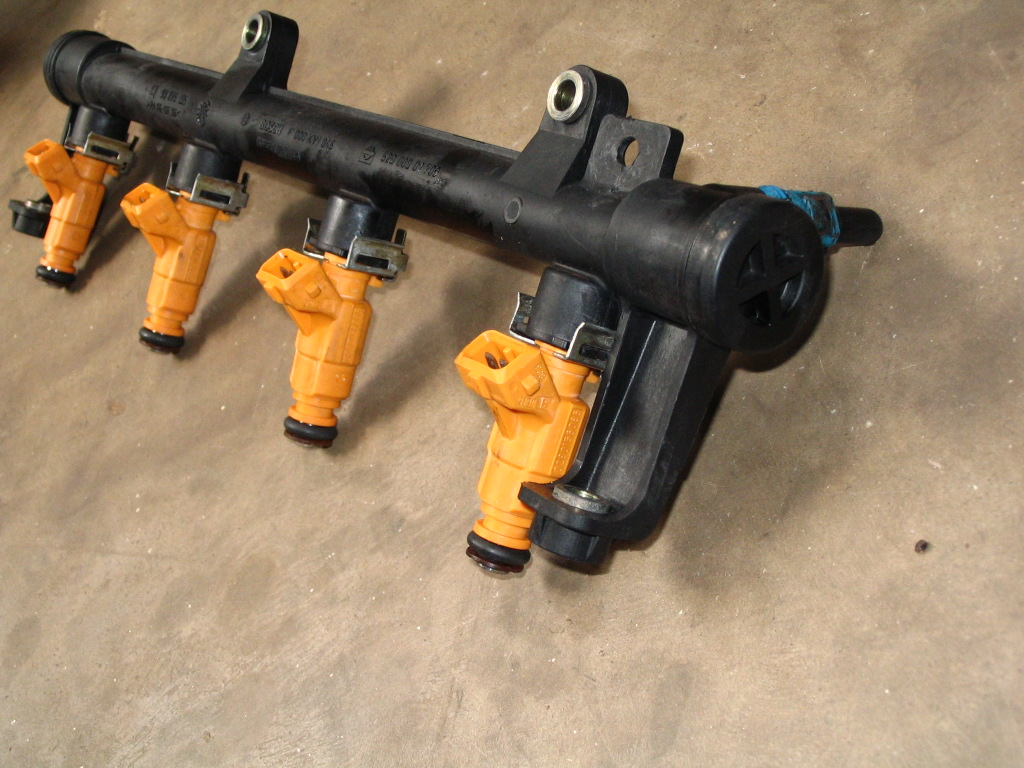
Tubo distribuidor e injetores de combustível, usados nos modelos multiponto de injeção indireta.

No Brasil, é comum se recomendar a limpeza dos injetores de forma preventiva, mas em geral não é uma operação necessária sem que se pesquise antes a origem de um eventual mal funcionamento do motor. Realisticamente, em nenhum manual de manutenção existe recomendação para que se execute essa limpeza de forma preventiva. Alguns fabricantes de veículos, em seus programas de manutenção periódica, chegam a classificar essa operação de limpeza como desnecessária. Nos casos raros em que precisa ser feita (por exemplo, em motores mais antigos com injetores de primeira geração, de meados dos anos 1990), a manutenção deve ser efetuada por um reparador capacitado. A injeção eletrônica está em constante evolução e possui componentes que manuseados de forma incorreta podem ser danificados.
Nos automóveis que utilizam esse sistema, o proprietário deve optar pela manutenção preventiva, pois a manutenção corretiva é muito mais cara, em casos específicos. Um exemplo: se o filtro de combustível não for trocado no período correto ele pode causar a queima da bomba de combustível, um componente que custa cerca de 800% a mais do que o filtro (no Brasil, um filtro custa em torno de 25 reais, e uma bomba, 200). Para garantir um bom funcionamento do sistema e economizar leia o manual do automóvel e verifique as manutenções que devem ser efetuadas e o período correto para fazê-lo.
Outra característica interessante da manutenção do sistema de injeção eletrônica é a possibilidade de realizar reparo automotivo através de um sistema de diagnóstico avançado, com uso de osciloscópio automotivo. Esse tipo de manutenção aufere maior acurácia diagnóstica, permitindo substituições pontuais de componentes danificados sem gastos desnecessários induzidos por erro humano.